# Spider Lake Park
Spider Lake Park är en park i Kanada.   Den ligger i provinsen British Columbia, i den sydvästra delen av landet, 3 600 km väster om huvudstaden Ottawa. Spider Lake Park ligger 138 meter över havet. Den ligger vid sjön Spider Lake.
Terrängen runt Spider Lake Park är varierad.Närmaste större samhälle är Qualicum Beach, 14,0 km öster om Spider Lake Park. 
I omgivningarna runt Spider Lake Park växer i huvudsak barrskog. Runt Spider Lake Park är det glesbefolkat, med 13 invånare per kvadratkilometer.